# Pfarrkirche Großkrut

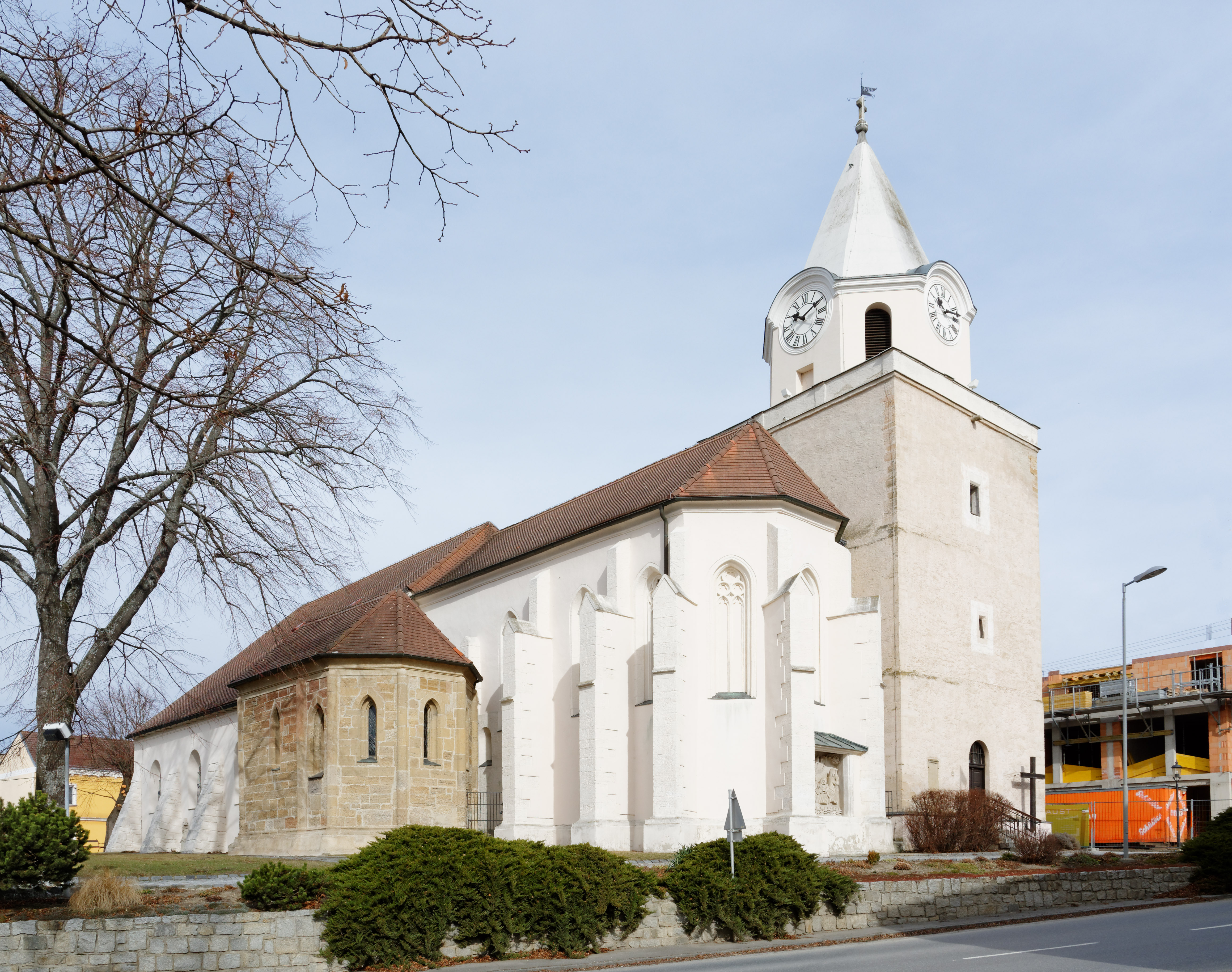
Katholische Pfarrkirche hl. Stephan in Großkrut

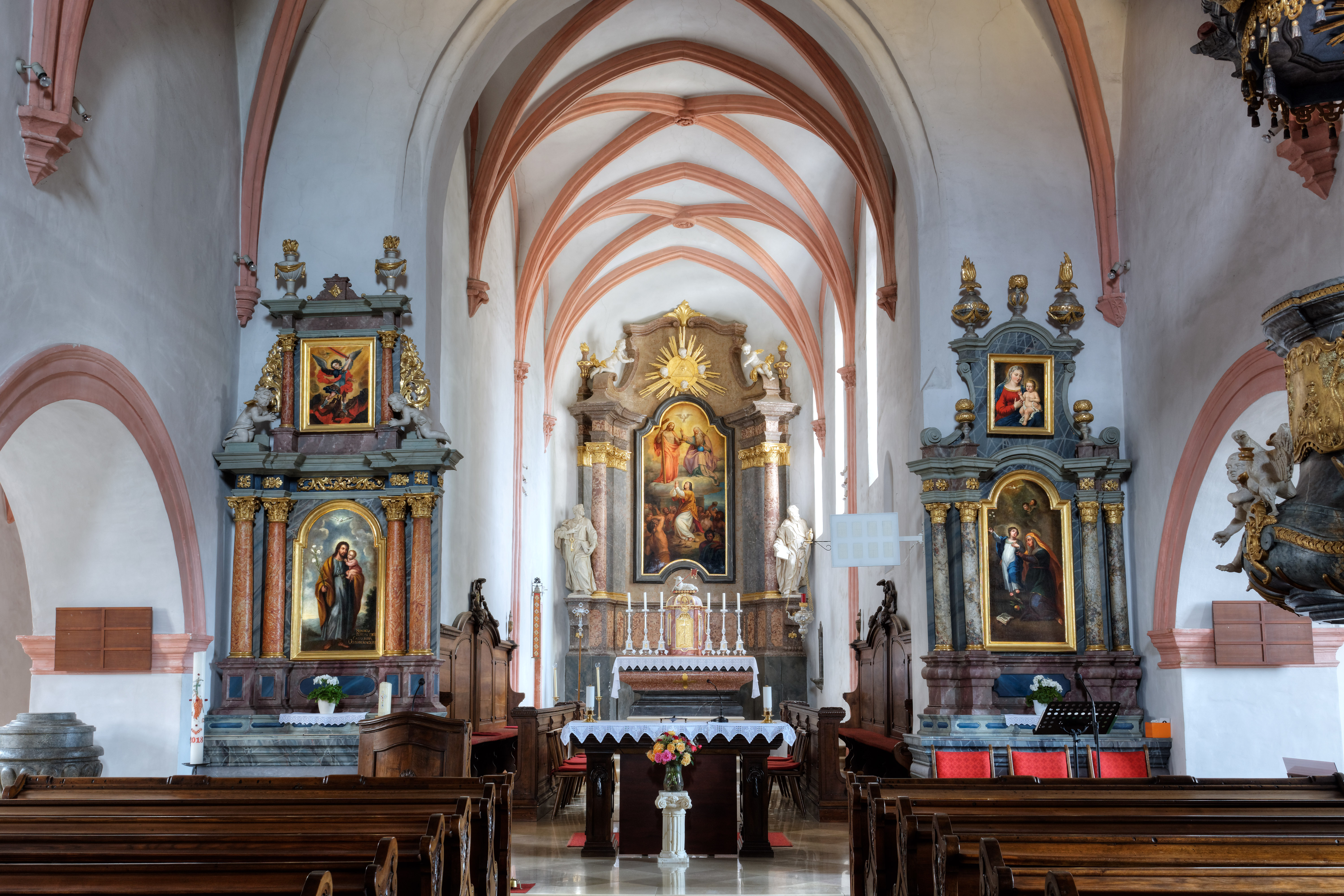
Mittelschiff, Blick zum mittigen Chor

Die Pfarrkirche Großkrut steht auf einer Anhöhe in der Marktgemeinde Großkrut im Bezirk Mistelbach in Niederösterreich. Die dem Patrozinium hl. Stephanus unterstellte römisch-katholische Pfarrkirche gehört zum Dekanat Poysdorf der Erzdiözese Wien. Die ehemalige Wehrkirche und der ehemalige Friedhof stehen unter Denkmalschutz (Listeneintrag).

## Geschichte
Um 1055 wurde vom Bistum Passau die Doppelpfarre Gaubitsch-Krut für das nordöstliche Weinviertel gegründet. Im 16. Jahrhundert wurden die zwei Pfarren getrennt und gingen 1785 von Passau unter ein landesfürstliches Patronat.
Ursprünglich war das Langhaus unter einer Flachdecke und hatte einen Rechteckchor mit einem Chorschluss im Bereich des heutigen zweiten Chorjoches, die Kirche hatte rundbogige Gewändefenster. In der ersten Hälfte des 13. Jahrhunderts wurde das nördliche Seitenschiff angebaut und das Langhaus erhöht, wobei das Langhaus eine höhere zweite rundbogige Fensterzone erhielt. Im dritten Drittel des 13. Jahrhunderts wurde das südliche Seitenschiff angebaut, anfangs nur im Südwesten als Marienkapelle bzw. Warndorferkapelle wohl als adelige Stiftung. Im ersten Viertel des 14. Jahrhunderts wurde der Chor verlängert und zum gotischen Langchor mit einem Kreuzrippengewölbe mit einem Fünfachtelschluss ausgebaut. 1486 erhielt das Südschiff ein Kreuzrippengewölbe, gleichzeitig erfolgte der Umbau zur Staffelkirche mit einem einheitlichen Dachstuhl und mit einer Abmauerung der Obergadenfenster und der Wölbung des Mittel- und nördlichen Seitenschiffes mit einem Netz- und Sternrippengewölbe. Der Ostteil des nördlichen Seitenschiffes als ehemalige Barbarakapelle wurde zur Taufkapelle unter einem Netzrippengewölbe, an diese Kapelle wurde im Chorwinkel zum Mittelschiff 1497 der massive Turm angebaut.
1770 war eine Renovierung. 1987 erfolgten Grabungen und eine Innenrestaurierung.

## Architektur
Der im Kern romanische Kirchenbau wurde über mehrere Bauabschnitte zur spätgotischen Staffelkirche ausgebaut. Der massive Turm steht im nördlichen Chorwinkel.
Das Kirchenäußere zeigt an der Westfront in der Breite des Mittelschiffes sichtbares romanisches Quadermauerwerk, desgleichen zeigt sich die West- und Nordseite des nördlichen Seitenschiffes. Ein romanischer Traufstein ist am ehemaligen Giebelfuß im Norden sichtbar. Das südliche Seitenschiff zeigt sich in verputztem Bruchsteinmauerwerk. Der Westfront ist ein mittiger übergiebelter Portalvorbau vorgestellt, darüber sind Rundbogenfenster aus dem 17. Jahrhundert, weiters gibt es eine seitlich vorgebaute Rundbogennische. Die Kirche zeigt sich unter einem einheitlichen Satteldach, die Seitenschiffe haben Rundbogenfenster. Südlich und an der Nordwestecke gibt es später hinzugefügte Strebepfeiler. Auf dem Dachboden sind teils vermauerte romanische Rundbogenfenster sichtbar, die Gewändefenster und Ritz- und Fugenputz ist erhalten.
Der gotische dreijochige Chor mit einem Fünfachtelschluss hat im Osten und im Süden einen herumgeführten Sockel und Wasserschlag sowie eine Giebelverdachung und über diesen bis unter die Traufe geführte Flachstreben, am Polygon und an der Südseite sind flach spitzbogige Gewändefenster, am Polygon zweibahnig und mit zweifach gekehlten und mit einem Wulst besetzten Gewänden. Es gibt von Rundstabwülsten gefastes Drei-, Vier- und Fünfpaßmaßwerk, die zweibahnigen mit einem zusätzlichen Dreiblatt. Die Südseite des Chores hat bis zum zweiten Joch noch romanisches Mauerwerk mit romanischen rundbogigen Trichterfenstern.
Die Marienkapelle, auch Warndorfer-Kapelle nach dem Pfarrer Warndorfer im 17. Jahrhundert, wurde wohl als Erbbegräbnisstätte aldeliger Stifter im dritten Drittel des 13. Jahrhunderts erbaut, ehemals freistehend ist die Marienkapelle durch barocke Strebebogen und einem jüngeren Verbindungsraum mit der Südseite des Chores verbunden. Der einfache Raum schließt mit einem Fünfachtelschluss.
Der mächtige außergewöhnlich massive quadratische Wehrturm hat eine Orteinfassung und rechteckige Schlitzfenster, die achteckige Glockenstube hat rundbogige Schallfenster, runde Uhrengiebel, und trägt einen gemauerten Helm.
Im Westen steht in der Rundnische eine polychromierte Holzfigur Schmerzensmann aus der ersten Hälfte des 18. Jahrhunderts. An der Ostseite des Chores befindet sich ein Ölbergrelief vor 1500. Inschriftgrabsteine nennen 1593 und 1756.
Das Kircheninnere zeigt ein vierjochiges Mittelschiff unter einem Netzrippengewölbe auf halbrund bzw. polygonal zusammenlaufenden Konsolen in mehreren Abtreppungen, in der Südost- und Nordwestecke auf spitz zulaufenden Tartschen, an der östlichen mit Wappenschilden.

## Ausstattung
Die Einrichtung ist barock. Der Hochaltar entstand in der Mitte des 18. Jahrhunderts.
Das Orgelgehäuse aus 1834 beinhaltet ein Werk von Johann M. Kauffmann 1922 mit 15 Registern.